# Iviella ohioensis
Iviella ohioensis là một loài nhện trong họ Dictynidae.
Loài này thuộc chi Iviella. Iviella ohioensis được Ralph Vary Chamberlin & Wilton Ivie miêu tả năm 1935.